# Atenulfingi
La famiglia Atenulfingi o Landolfidi è stata una famiglia nobile longobarda, che governò gran parte del Mezzogiorno tra il IX e il XII secolo.

## Storia
Gli Atenulfingi, detti anche Landolfidi, si originarono da Landolfo I di Capua, attestato nel IX secolo, i cui antenati risultano sconosciuti. Appartennero ad essi le linee dei conti (poi principi) di Benevento e Capua, nonché il papa Vittore III (al principio Dauferio da Montecassino), rimasto l'ultimo membro della stirpe nel 1087, anno di estinzione della stessa.
Nell'839 scoppiò la guerra civile nel ducato di Benevento da essi governato e Landolfo I di Capua, soprannominato il Vecchio, per contrastarla, si alleò con Siconolfo di Salerno. Morto nell'843, il principato rimase in balia degli eventi fino all'849, quando l'imperatore carolingio Ludovico II il Giovane ne impose la divisione, assegnando Capua al principato di Salerno. Tuttavia, i discendenti di Landolfo I puntavano a sottrarsi all'autorità di qualsiasi principe e nell'860 riuscirono quindi a rendere indipendente la contea di Capua. Da essa derivò la contea di Caserta che pure fu posseduta dalla famiglia. A partire da un Paldofrido che ebbe un Landenolfo e un Atenolfo, rispettivamente padri di Paldo (sposatosi con una Maria) e Pandolfo e di Landolfo, quest'ultimo genitore di Giovanni (marito di Atta, figlia del predetto Paldo), da cui un altro Paldo e indi un Audualdo, fu tenuta la contea di Venafro.

## Albero genealogico
Di seguito l'albero genealogico degli Atenulfingi/Landolfidi dal capostipite Landolfo I di Capua, detto il Vecchio, attestato nel IX secolo, fino a Dauferio da Montecassino, ossia papa Vittore III, ultimo membro rimasto in vita, deceduto nel 1087:
|                    |                    |          |          |            |            |                                |                                             |                                             |                                       |                                                     |                                                     |                                                    |                                                    |                    |                                      |                                      |                                            |                                                        |                                                        |                                                |                                                |                                  |                              |                                 |                                 |                     |                    |                    |                                |                                |                                             |                                             |                                        |
|                    |                    |          |          |            |            |                                |                                             |                                             |                                       |                                                     |                                                     |                                                    | Landolfo I il Vecchio ...-843                      |                    |                                      |                                      |                                            |                                                        |                                                        |                                                |                                                |                                  |                              |                                 |                                 |                     |                    |                    |                                |                                |                                             |                                             |                                        |
|                    |                    |          |          |            |            |                                |                                             |                                             |                                       |                                                     |                                                     |                                                    |                                                    |                    |                                      |                                      |                                            |                                                        |                                                        |                                                |                                                |                                  |                              |                                 |                                 |                     |                    |                    |                                |                                |                                             |                                             |                                        |
|                    |                    |          |          |            |            |                                |                                             |                                             |                                       |                                                     |                                                     |                                                    |                                                    |                    |                                      |                                      |                                            |                                                        |                                                        |                                                |                                                |                                  |                              |                                 |                                 |                     |                    |                    |                                |                                |                                             |                                             |                                        |
|                    |                    |          |          |            |            | Landone I ...-860 sp. Aloara ? | Landone I ...-860 sp. Aloara ?              |                                             |                                       |                                                     |                                                     |                                                    |                                                    |                    | Pandone il Rapace ...-862            | Pandone il Rapace ...-862            | Landolfo II ...-879                        | Landolfo II ...-879                                    |                                                        | Landenolfo                                     | Landenolfo                                     |                                  |                              |                                 |                                 |                     |                    |                    |                                |                                |                                             |                                             |                                        |
|                    |                    |          |          |            |            |                                |                                             |                                             |                                       |                                                     |                                                     |                                                    |                                                    |                    |                                      |                                      |                                            |                                                        |                                                        |                                                |                                                |                                  |                              |                                 |                                 |                     |                    |                    |                                |                                |                                             |                                             |                                        |
|                    |                    |          |          |            |            |                                |                                             |                                             |                                       |                                                     |                                                     |                                                    |                                                    |                    |                                      |                                      |                                            |                                                        |                                                        |                                                |                                                |                                  |                              |                                 |                                 |                     |                    |                    |                                |                                |                                             |                                             |                                        |
| Landone II ...-884 | Landone II ...-884 | Landolfo | Landolfo | Landonolfo | Landonolfo | Pandone                        | Pandone                                     | Pietro                                      | Pietro                                | Landelaica                                          | Landelaica                                          | ?                                                  | ?                                                  | Pandenolfo ...-882 | Pandenolfo ...-882                   | Landenolfo                           | Landenolfo                                 | Landone III ...-885 sp. ? di Benevento                 | Landone III ...-885 sp. ? di Benevento                 | Landenolfo I ...-887                           | Landenolfo I ...-887                           | Atenolfo I il Grande ...-910     | Atenolfo I il Grande ...-910 |                                 |                                 |                     |                    |                    |                                |                                |                                             |                                             |                                        |
|                    |                    |          |          |            |            |                                |                                             |                                             |                                       |                                                     |                                                     |                                                    |                                                    |                    |                                      |                                      |                                            |                                                        |                                                        |                                                |                                                |                                  |                              |                                 |                                 |                     |                    |                    |                                |                                |                                             |                                             |                                        |
|                    |                    |          |          |            |            |                                |                                             |                                             |                                       |                                                     |                                                     |                                                    |                                                    |                    |                                      |                                      |                                            |                                                        |                                                        |                                                |                                                |                                  |                              |                                 |                                 |                     |                    |                    |                                |                                |                                             |                                             |                                        |
|                    |                    |          |          |            |            |                                |                                             |                                             |                                       |                                                     |                                                     | Landolfo III Antipater ...-943 sp. Gemma di Napoli | Landolfo III Antipater ...-943 sp. Gemma di Napoli |                    |                                      |                                      |                                            |                                                        |                                                        |                                                |                                                |                                  |                              |                                 |                                 |                     |                    |                    |                                | Atenolfo II ...-941            | Atenolfo II ...-941                         | Gemma sp. Berardo il Francisco Berardi      | Gemma sp. Berardo il Francisco Berardi |
|                    |                    |          |          |            |            |                                |                                             |                                             |                                       |                                                     |                                                     |                                                    |                                                    |                    |                                      |                                      |                                            |                                                        |                                                        |                                                |                                                |                                  |                              |                                 |                                 |                     |                    |                    |                                |                                |                                             |                                             |                                        |
|                    |                    |          |          |            |            |                                |                                             |                                             |                                       |                                                     |                                                     |                                                    |                                                    |                    |                                      |                                      |                                            |                                                        |                                                        |                                                |                                                |                                  |                              |                                 |                                 |                     |                    |                    |                                |                                |                                             |                                             |                                        |
|                    |                    |          |          |            |            |                                | Atenolfo III ...-943 sp. Rotilde di Salerno | Atenolfo III ...-943 sp. Rotilde di Salerno |                                       |                                                     |                                                     |                                                    |                                                    |                    |                                      |                                      | Landolfo IV il Rosso ...-961 sp. Yvantia ? | Landolfo IV il Rosso ...-961 sp. Yvantia ?             |                                                        |                                                |                                                |                                  |                              |                                 |                                 |                     |                    |                    | Landolfo                       | Landolfo                       | Gaitelgrima I sp. Guaimario II di Salerno   | Gaitelgrima I sp. Guaimario II di Salerno   |                                        |
|                    |                    |          |          |            |            |                                |                                             |                                             |                                       |                                                     |                                                     |                                                    |                                                    |                    |                                      |                                      |                                            |                                                        |                                                        |                                                |                                                |                                  |                              |                                 |                                 |                     |                    |                    |                                |                                |                                             |                                             |                                        |
|                    |                    |          |          |            |            |                                |                                             |                                             |                                       |                                                     |                                                     |                                                    |                                                    |                    |                                      |                                      |                                            |                                                        |                                                        |                                                |                                                |                                  |                              |                                 |                                 |                     |                    |                    |                                |                                |                                             |                                             |                                        |
|                    |                    |          |          |            |            | ?                              | ?                                           | ?                                           | ?                                     | Pandolfo I Testadiferro ...-981 sp. Aloara di Capua | Pandolfo I Testadiferro ...-981 sp. Aloara di Capua |                                                    |                                                    |                    | Giovanni                             | Giovanni                             |                                            |                                                        |                                                        | Landolfo V ...-968 sp. Gaitelgrima di Avellino | Landolfo V ...-968 sp. Gaitelgrima di Avellino | Romualdo                         | Romualdo                     | Gemma                           | Gemma                           | Guaimario           | Guaimario          | Indulfo            | Indulfo                        | Landolfo                       | Landolfo                                    | Landenolfo ...-971                          | Landenolfo ...-971                     |
|                    |                    |          |          |            |            |                                |                                             |                                             |                                       |                                                     |                                                     |                                                    |                                                    |                    |                                      |                                      |                                            |                                                        |                                                        |                                                |                                                |                                  |                              |                                 |                                 |                     |                    |                    |                                |                                |                                             |                                             |                                        |
|                    |                    |          |          |            |            |                                |                                             |                                             |                                       |                                                     |                                                     |                                                    |                                                    |                    |                                      |                                      |                                            |                                                        |                                                        |                                                |                                                |                                  |                              |                                 |                                 |                     |                    |                    |                                |                                |                                             |                                             |                                        |
|                    |                    |          |          |            |            | Landolfo VI ...-982            | Landolfo VI ...-982                         | Pandolfo II ...-982 sp. Gaitelgrima ?       | Pandolfo II ...-982 sp. Gaitelgrima ? | Landenolfo II ...-993                               | Landenolfo II ...-993                               | Laidolfo ...-999 sp. Maria                         | Laidolfo ...-999 sp. Maria                         | Atenolfo ...-982   | Atenolfo ...-982                     | Landolfo VII ...-1007                | Landolfo VII ...-1007                      |                                                        |                                                        |                                                |                                                |                                  |                              | Pandolfo II il Vecchio ...-1014 | Pandolfo II il Vecchio ...-1014 |                     |                    |                    |                                |                                |                                             | Landolfo                                    | Landolfo                               |
|                    |                    |          |          |            |            |                                |                                             |                                             |                                       |                                                     |                                                     |                                                    |                                                    |                    |                                      |                                      |                                            |                                                        |                                                        |                                                |                                                |                                  |                              |                                 |                                 |                     |                    |                    |                                |                                |                                             |                                             |                                        |
|                    |                    |          |          |            |            |                                |                                             |                                             |                                       |                                                     |                                                     |                                                    |                                                    |                    |                                      |                                      |                                            |                                                        |                                                        |                                                |                                                |                                  |                              |                                 |                                 |                     |                    |                    |                                |                                |                                             |                                             |                                        |
|                    |                    |          |          |            |            |                                |                                             |                                             |                                       |                                                     |                                                     |                                                    |                                                    | Landone            | Landone                              | Pandolfo II il Nero ...-1022         | Pandolfo II il Nero ...-1022               | Pandolfo IV il Lupo degli Abruzzi ...-1050 sp. Maria ? | Pandolfo IV il Lupo degli Abruzzi ...-1050 sp. Maria ? |                                                |                                                |                                  |                              |                                 | Landolfo V ...-1033             | Landolfo V ...-1033 | Atenolfo           | Atenolfo           | Maria sp. Sergio III di Amalfi | Maria sp. Sergio III di Amalfi | Gaitelgrima II sp. Guaimario III di Salerno | Gaitelgrima II sp. Guaimario III di Salerno |                                        |
|                    |                    |          |          |            |            |                                |                                             |                                             |                                       |                                                     |                                                     |                                                    |                                                    |                    |                                      |                                      |                                            |                                                        |                                                        |                                                |                                                |                                  |                              |                                 |                                 |                     |                    |                    |                                |                                |                                             |                                             |                                        |
|                    |                    |          |          |            |            |                                |                                             |                                             |                                       |                                                     |                                                     |                                                    |                                                    |                    |                                      |                                      |                                            |                                                        |                                                        |                                                |                                                |                                  |                              |                                 |                                 |                     |                    |                    |                                |                                |                                             |                                             |                                        |
|                    |                    |          |          |            |            |                                |                                             |                                             |                                       |                                                     |                                                     |                                                    |                                                    |                    | Landolfo VIII                        | Landolfo VIII                        | Pandolfo VI Gualo ...-1057                 | Pandolfo VI Gualo ...-1057                             | Maria sp. Atenolfo I di Gaeta                          | Maria sp. Atenolfo I di Gaeta                  | Sichilgaida sp. Landone di Gaeta               | Sichilgaida sp. Landone di Gaeta | Pandolfo III ...-1059        | Pandolfo III ...-1059           | Atenolfo                        | Atenolfo            | Dauferio 1027-1087 | Dauferio 1027-1087 |                                |                                |                                             |                                             |                                        |
|                    |                    |          |          |            |            |                                |                                             |                                             |                                       |                                                     |                                                     |                                                    |                                                    |                    |                                      |                                      |                                            |                                                        |                                                        |                                                |                                                |                                  |                              |                                 |                                 |                     |                    |                    |                                |                                |                                             |                                             |                                        |
|                    |                    |          |          |            |            |                                |                                             |                                             |                                       |                                                     |                                                     |                                                    |                                                    |                    |                                      |                                      |                                            |                                                        |                                                        |                                                |                                                |                                  |                              |                                 |                                 |                     |                    |                    |                                |                                |                                             |                                             |                                        |
|                    |                    |          |          |            |            |                                |                                             |                                             |                                       |                                                     |                                                     |                                                    |                                                    |                    | Sichilgaida sp. Guaimario di Giffoni | Sichilgaida sp. Guaimario di Giffoni | Susanna sp. Rainaldo Berardi               | Susanna sp. Rainaldo Berardi                           |                                                        |                                                |                                                |                                  | Landolfo VI ...-1077         | Landolfo VI ...-1077            |                                 |                     |                    |                    |                                |                                |                                             |                                             |                                        |
|                    |                    |          |          |            |            |                                |                                             |                                             |                                       |                                                     |                                                     |                                                    |                                                    |                    |                                      |                                      |                                            |                                                        |                                                        |                                                |                                                |                                  |                              |                                 |                                 |                     |                    |                    |                                |                                |                                             |                                             |                                        |
|                    |                    |          |          |            |            |                                |                                             |                                             |                                       |                                                     |                                                     |                                                    |                                                    |                    |                                      |                                      |                                            |                                                        |                                                        |                                                |                                                |                                  |                              |                                 |                                 |                     |                    |                    |                                |                                |                                             |                                             |                                        |
|                    |                    |          |          |            |            |                                |                                             |                                             |                                       |                                                     |                                                     |                                                    |                                                    |                    |                                      |                                      |                                            |                                                        |                                                        |                                                |                                                |                                  | Pandolfo IV ...-1073         |                                 |                                 |                     |                    |                    |                                |                                |                                             |                                             |                                        |